# Saint-Clément-de-Valorgue
Saint-Clément-de-Valorgue är en kommun i departementet Puy-de-Dôme i regionen Auvergne-Rhône-Alpes i centrala Frankrike. Kommunen ligger i kantonen Saint-Anthème som tillhör arrondissementet Ambert. År 2022 hade Saint-Clément-de-Valorgue 237 invånare.

## Befolkningsutveckling
Antalet invånare i kommunen Saint-Clément-de-Valorgue
| Referens: INSEE |